# Semantisch adverteren
Semantisch adverteren gebruikt semantische technologieën bij online advertising. De functie van semantisch adverteren is de inhoud van elke webpagina semantisch analyseren, zodat die op een correcte manier begrepen en geïndexeerd wordt en de meest gepaste advertenties genereert. Bij semantisch adverteren zullen bezoekers waarschijnlijk sneller op een advertentie klikken, aangezien de pagina’s voornamelijk advertenties tonen die aan het gekozen onderwerp zijn gerelateerd zijn en daardoor de interesse van de bezoekers wekken.

## Evolutie van online advertising
Advertenties op het internet hebben de mogelijkheid precies op de interesses van elke internetgebruiker in te spelen. Desondanks zijn de voornaamste technologieën die deze interesses identificeren, zoals contextuele advertentiediensten en behavioral targeting nog te zwak. Op zichzelf geeft een semantische analyse van een webpagina slechts een eenzijdige benadering van de algemene betekenis van de pagina: contextuele advertenties scannen webadvertenties op basis van een sleutelwoord op een website of een trefwoord tijdens het surfen. Een automatische link laadt daarna een advertentie die in relatie staat met de tekst op de webpagina. Trefwoorden kunnen echter verschillende betekenissen hebben. Een webpagina die bijvoorbeeld het woord "jaguar" bevat, kan zowel advertenties voor dierentuinen als auto’s genereren, wat het budget van een adverteerder voor auto’s zeker niet ten goede komt.
Behavioral targeting (gedragstargeting) gebruikt het online gedrag van websitebezoekers (de pagina’s die ze bezoeken of de zoektermen die ze intikken) om te beslissen welke advertenties de bezoekers te zien krijgen. Verschillende platformen identificeren bezoekers alleen via een cookie dat bijhoudt welke pagina’s er bezocht werden. Cookies zijn echter omstreden wegens toegang tot persoonlijke informatie en overheden in de Verenigde Staten en Europa hebben daarom maatregelen genomen om hun gebruik te beperken.

## Functies en voordelen[5][6]
Technologieën die steunen op semantiek zouden zowel de betekenis als de context van de woorden op de webpagina moeten kunnen identificeren om geschikte advertenties te genereren.
Deze denkwijze gaat verder dan het huidig contextueel model dat ervan uitgaat dat de identificatie van enkele sleutelwoorden voldoende is om de context van een volledige pagina te bepalen.
Semantic advertising is onderverdeeld in twee types: de zuivere semantische functies die ontologie en taxonomie gebruiken en de functies die technologieën zoals natuurlijke taaltechniek en machinaal leren toepassen.
De semantisches functies bieden een ruime waaier aan taxonomische advertentiecategorieën die meestal door taalspecialisten samengesteld worden. Deze categorieën bevatten alle relevante woorden en uitdrukkingen die met een specifiek onderwerp verbonden zijn zodat de pagina naar onderwerp geclassificeerd wordt.
Het machinaal leren is meestal gebaseerd op classificatiealgoritmen zoals de bayesiaanse netwerken of de support vector machine. Deze technologie heeft "training" nodig om data te verwerken en effectief te indexeren, maar ze is aanpasbaar en functioneert in verschillende talen. Hier is het gebruik van de term "semantiek" echter niet correct, aangezien deze technologie meestal alleen een aanvulling is van het contextueel model en de sleutelwoorden een webpagina alleen kan "identificeren".
Het voordeel van semantic advertising is het vermogen de complete content van een webpagina te identificeren en er alle centrale thema’s uit te halen, zodat de adverteerder kan kiezen voor het meest commercieel relevante onderwerp. Een bijkomend voordeel is het ondubbelzinnig maken van een woordbetekenis: woorden worden op de correcte manier begrepen zodat advertenties niet misplaatst worden. Bij het "jaguar"-voorbeeld is semantic advertising in staat een onderscheid te maken tussen de pagina’s over dierentuinen en auto’s.
Het gebruik van semantische technologieën bij advertenties kan leiden tot een reeks andere voordelen, zoals het herkennen van emoties: bijvoorbeeld als een webpagina een onderwerp negatief of positief behandelt. Daarom zal een advertentie voor de Democratische kandidaat van de Amerikaanse presidentsverkiezingen alleen op een website met een positieve mening gepost wordt. Bovendien biedt semantic advertising, zoals iSense, de mogelijkheid bepaalde webpagina’s te blokkeren die ongewenste inhoud bevatten, zoals pornografie, gokken, drugs en andere omstreden onderwerpen. Semantic advertising is een waardevolle technologie zowel voor de adverteerder die zijn investering terugverdient als voor de internetgebruiker die een product of dienst beter kan lokaliseren. Semantic advertising is ook voorzien van analytische functies die de efficiëntie van een reclamecampagne onderzoeken.

## Status
Semantic advertising is een natuurlijke evolutie van het Web 3.0. Hoewel de uiteindelijke functie van Web 3.0 nog moet worden bepaald, is het ontstaan van bijvoorbeeld W3C een bewijs dat deze sector een aanmerkelijke ontwikkeling ondergaat.